# Jordanoleiopus flavosignatus
Jordanoleiopus flavosignatus är en skalbaggsart som beskrevs av Stefan von Breuning 1977. Jordanoleiopus flavosignatus ingår i släktet Jordanoleiopus och familjen långhorningar. Inga underarter finns listade i Catalogue of Life.